# Ceratochelus basilewskyi
Ceratochelus basilewskyi är en skalbaggsart som beskrevs av Schein 1956. Ceratochelus basilewskyi ingår i släktet Ceratochelus och familjen Melolonthidae. Inga underarter finns listade i Catalogue of Life.